# Јирген Елерс
Јирген Елерс (29. децембар 1929 — 20. мај 2008) био је немачки физичар који је допринео разумевању опште теорије релативности Алберта Ајнштајна. Од дипломског и постдипломског рада у истраживачкој групи за релативност Паскуала Јордана на Универзитету у Хамбургу, радио је на разним позицијама као предавач и касније као професор пре него што се придружио директору Института за астрофизику Макс Планк у Минхену. Постао је директор оснивач новоствореног Института за гравитацијску физику Макс Планк у Потсдаму у Немачкој 1995. године.
Елерсово истраживање се фокусирало на темеље опште релативности, као и на примену теорије на астрофизику. Он је формулисао погодну класификацију тачних решења Ајнштајнових једначина поља и доказао Елерс-Герен-Захсову теорему која оправдава примену једноставних, опште-релативистичких модела универзума у модерној космологији. Направио је просторно-временско-оријентисани опис гравитационог сочива и појаснио однос између модела формулисаних у оквиру опште релативности и оних Њутнове гравитације. Поред тога, Елерс је имао велико интересовање и за историју и за филозофију физике и био је ватрени популаризатор науке.

## Биографија

### Младост
Јирген Елерс рођен је у Хамбургу. Од 1936. до 1949. похађао је јавне школе, а затим је студирао физику, математику и филозофију на Универзитету у Хамбургу од 1949. до 1955. године. У зимском периоду између 1955. и 1956. године положио је испит за професора у средњој школи (Staatsexamen), али уместо да постане професор професор, он је похађао постдипломско истраживање код Паскуала Јордана, који је био његов ментор. Елерсов докторски рад био је о конструкцији и карактеризацији решења Ајнштајнових једначина поља. Докторирао је физику на Универзитету у Хамбургу 1958. године.
Пре Елерсовог доласка, главно истраживање Јорданове групе било је посвећено скаларној тензорској модификацији опште релативности која је касније постала позната као Јордан–Бранс–Дикова теорија. Ова теорија се разликује од опште релативности по томе што је гравитациона константа замењена променљивим пољем. Елерс је био инструменталан у промени фокуса групе на структуру и тумачење Ајнштајнове оригиналне теорије. Остали чланови групе су били Волфганг Кундт, Рејнер К. Захс и Манфред Трумпер. Група је имала блиски радни однос са Отом Хекманом и његовим студентом Енгелбертом Шукингом у Хамбуршкој опсерваторији. Гости на колоквијуму групе били су Волфганг Паули, Џошуа Голдберг и Петер Бергман.
Као Јорданов асистент, Елерс је 1961. године стекао своју хабилитацију, квалификујући га за професора. Затим је био предавач и истраживач у Немачкој и САД, на Универзитету у Килу, Универзитету у Сиракузи и Универзитету у Хамбургу. Од 1964. до 1965. године био је у Центру за истраживачке студије на југозападу у Даласу. Од 1965. до 1971. године био је на различитим позицијама у групи Алфреда Шилда на Тексашком универзитету у Остину, почевши као ванредни професор, да би 1967. године стекао је звање редовног професора. Током тог периода био је гостујући професор на универзитетима у Вирцбургу и Бону.

### Минхен
Елерс је 1970. године добио понуду да се придружи Институту за физику и астрофизику Макс Планк у Минхену као директор департмана за теорију гравитације. Елерса је предложио Лудвиг Бирман, тадашњи директор института. Када се Елерс придружио Институту 1971. године, постао је и ванредни професор на Универзитету Лудвиг Максимилиан у Минхену. У марту 1991. године, Институт се поделио на Институт за физику Макс Планк и Институт за астрофизику Макс Планк, где је Елерсово одељење пронашло дом. Током 24 године његовог мандата, његова истраживачка група је била дом за, између осталих, Гарија Гибонса, Џона Стјуарта и Бернда Шмита, као и гостујуће научнике, укључујући Абеја Аштекара, Димитриоса Христодулуа и Брендона Картера.
Један од Елерсових постдоктораната у Минхену био је Рејнхард Бројер, који је касније постао главни уредник Spektrum der Wissenschaft, немачког издања популарног научног часописа Scientific American.

### Потсдам
Када су се немачке научне институције реорганизовале након уједињења Немачке 1990. године, Елерс је лобирао за успостављање института Друштва Макс Планк посвећеног истраживању теорије гравитације. Друштво је 9. јуна 1994. године одлучило да отвори Институт за гравитациону физику Макс Планк у Потсдаму. Институт је почео са радом 1. априла 1995. године, са Елерсом као његовим оснивачем и руководиоцем његовог одељења за темеље и математику опште релативности. Елерс је затим надгледао оснивање другог одељења института посвећеног истраживању гравитационог таласа и на челу са Бернардом Ф. Шуцом. Елерс се 31. децембра 1998. године повукао како би постао директор оснивач емеритус.
Елерс је наставио да ради на Институту све до своје смрти 20. маја 2008. године. За собом је оставио своју супругу Аниту Елерс, четворо деце, Мартина, Катрину, Дејвида и Макса, као и пет унучади.

## Изабрани радови
- Börner, G.; Ehlers, J., ур. (1996). Gravitation. Spektrum Akademischer Verlag. ISBN 978-3-86025-362-5.
- Ehlers, Jürgen (1973). „Survey of general relativity theory”.  Ур.: Israel, Werner. Relativity, Astrophysics and Cosmology. D. Reidel. стр. 1–125. ISBN 978-90-277-0369-9.
- Schneider, P.; Ehlers, J.; Falco, E. E. (1992). Gravitational lenses. Springer. ISBN 978-3-540-66506-9.